# 沃兹德维热尼亚角
沃兹德维热尼亚角（俄语：Мыс Воздвижения）或知内岬（日语：／）是萨哈林岛南部的海角，属萨哈林州斯米尔内赫区。向北约8公里是别尔金角，向南约12公里是波列维角。